# Эйсмонтовский сельсовет
Э́йсмонтовский сельсовет — административная единица на территории Берестовицкого района Гродненской области Республики Беларусь. Административным центром сельсовета является агрогородок Большие Эйсмонты, расположенная в 28 км на северо-востоке от районного центра Большая Берестовица, в 50 км от областного центра — города Гродно, в 38 км от железнодорожной станции Берестовица.

## Состав
Эйсмонтовский сельсовет включает 16 населённых пунктов:
- Большие Иодковичи — деревня.
- Большие Эйсмонты — агрогородок.
- Бориски — деревня.
- Волотынь — деревня.
- Жукевичи — деревня.
- Каеневцы — деревня.
- Ковали — деревня.
- Кулики — деревня.
- Малые Иодковичи — деревня.
- Матеевичи — деревня.
- Мисевичи — деревня.
- Михалино — деревня.
- Рымутевцы — деревня.
- Станевичи — деревня.
- Цыдики — деревня.
- Ярмоличи — деревня.

## История
Эйсмонтовский сельсовет Берестовицкого района был образован 12 октября 1940 года.
В 2009 году деревня Большие Эйсмонты переименована в агрогородок Большие Эйсмонты.

## Демография
В 636 частных хозяйствах граждан проживает 1361 человек, из них дети до 15 лет — 230 чел., трудоспособного населения — 649 чел., старше трудоспособного возраста — 482 чел., инвалидов 1 и 2 группы, пользующихся льготами — 88 чел., одиноких престарелых — 23 чел., многодетных семей — 21 чел., участников Великой Отечественной войны — 3 чел.

## Промышленность и сельское хозяйство
На территории сельсовета имеется 1 сельскохозяйственное предприятие — СПК «Имени Воронецкого», которое специализируется на выращивании свиней и крупного рогатого скота, занимается производством молока, мяса, выращиванием зерновых культур, картофеля и сахарной свеклы.

## Социальная сфера
Социально — культурная сфера представлена 1 центральным домом культуры в деревне Большие Эйсмонты, 1 сельским клубом в деревне Матеевичи, Эйсмонтовской общеобразовательной средней школой и школой искусств, Эйсмонтовской амбулаторией врача общей практики и больницей сестринского ухода, Иодковским фельдшерско-акушерским пунктом, ясли-садом «Сказка».

## Памятные места
На территории Эйсмонтовского сельсовета имеется 2 памятника воинам, погибшим в годы Великой Отечественной войны 1941—1945 года.

## Достопримечательности
На территории сельсовета расположен костел имени св. Марии (Большие Эйсмонты), который является памятником архитектуры 18 века.